# Turbineneinlassluftkühlung

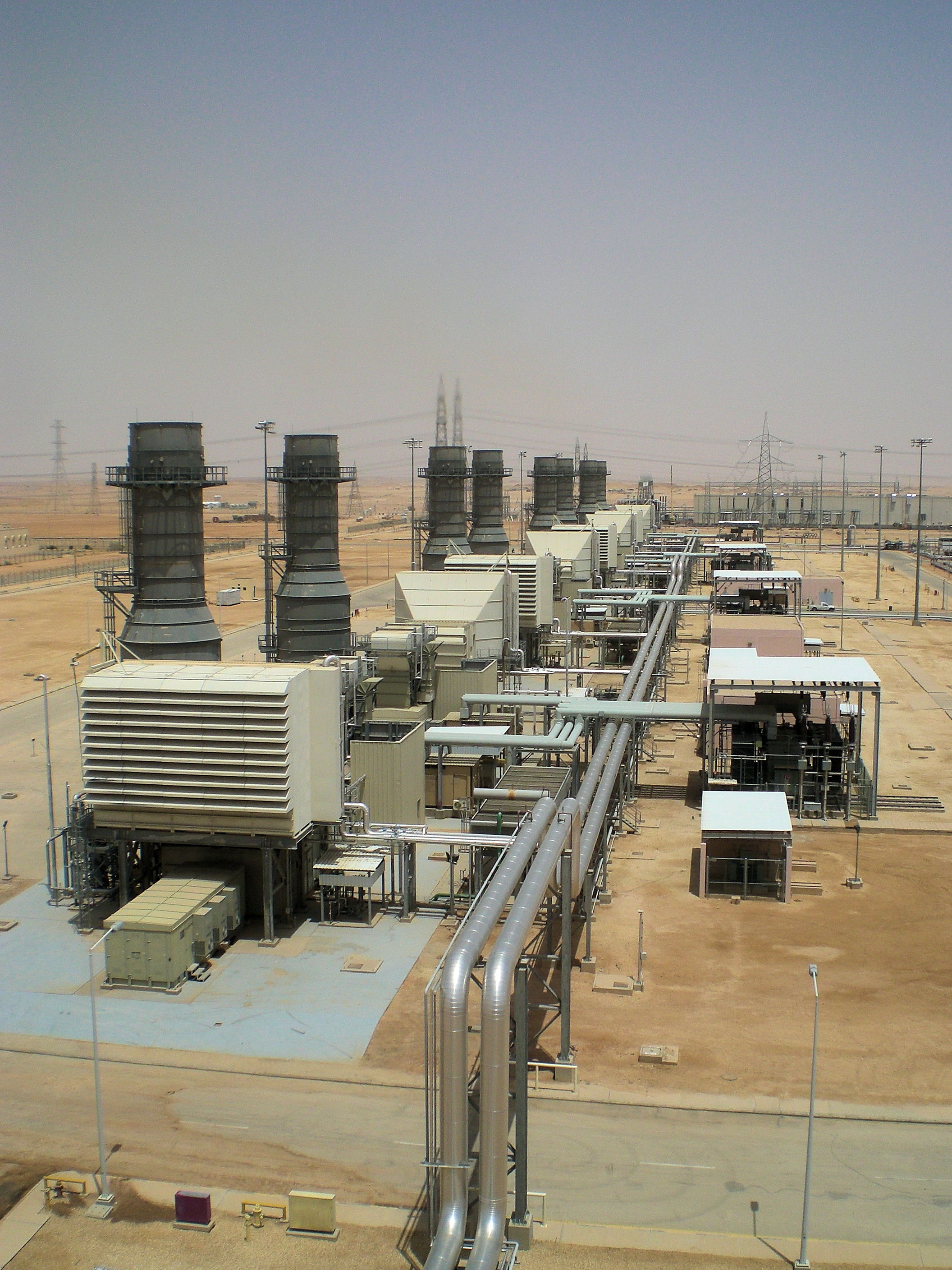
Eine installierte Turbineneinlassluftkühlung zur Leistungssteigerung in der Wüste

Die Turbineneinlassluftkühlung (englisch Turbine inlet air cooling) ist eine Gruppe von Technologien, um die Ansaugluft von Gasturbinen zu kühlen. Eine direkte Folge ist eine Leistungssteigerung der Turbine. Auch der Wirkungsgrad des Systems wird damit gesteigert. Diese Technologie wird besonders in heißen Klimazonen verwendet, in denen die Spitzenlast mit hohen Umgebungstemperaturen zusammenfällt.

## Funktionsweise

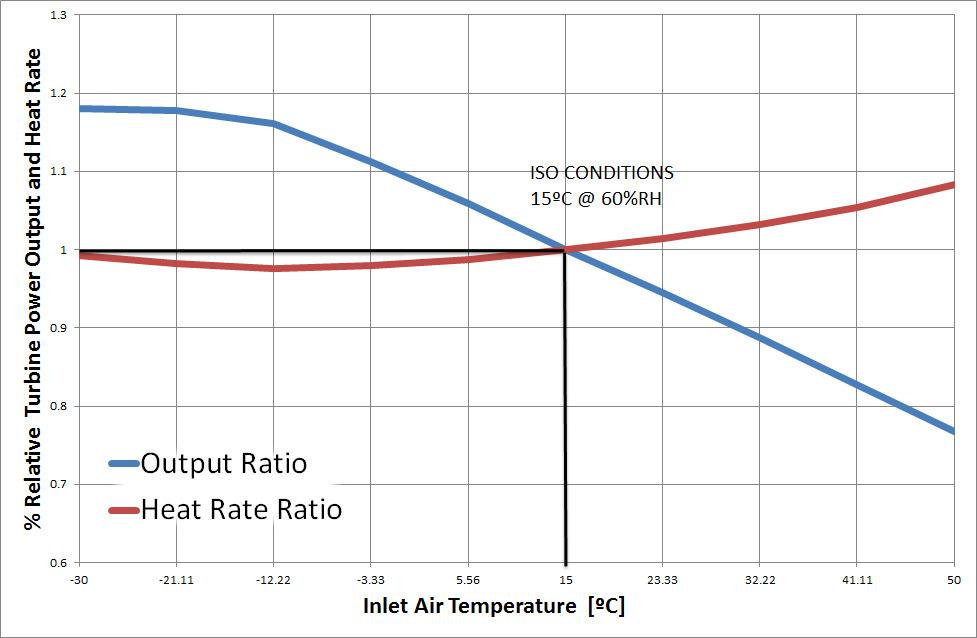
Einfluss der Einlassluftkühlung auf die Leistungsabgabe

Gasturbinen saugen gefilterte Umgebungsluft an und verdichten sie im Verdichter. Hierdurch wird die Luft erwärmt, anschließend mit dem Brennstoff vermischt und dann gezündet. Der entstandene Abgasstrom hat einen hohen Druck und eine hohe Temperatur. Er trifft auf die Turbinenschaufeln und erzeugt Bewegungsenergie. Ein Teil der Energie wird für den Betrieb des Verdichters benötigt, ist also Eigenbedarf. Der weitere Teil wird meist mit einem Generator in elektrische Energie umgewandelt. Teilweise werden auch Erdgasverdichterstationen für Pipelines oder die Produktion von LNG betrieben.
Der Verdichter muss für den Verbrennungsprozess den Luftmassenstrom zur Verfügung stellen. Da das Volumen einer Gasturbine konstant ist, ist auch der Luftvolumenstrom bei einer konstanten Turbinendrehzahl konstant. Die Turbinendrehzahl ist aufgrund der Fliehkräfte und der Materialien begrenzt bzw. durch das Stromnetz (50 Hz entspricht 3000 Umdrehungen pro Minute) festgelegt. Somit kann der Luftmassenstrom nur noch über die Luftdichte erhöht werden.
{\displaystyle {m}={\rho }{V}}
{\displaystyle m} ist die Masse, {\displaystyle \rho } die Dichte und {\displaystyle {V}} das Volumen. Das Volumen {\displaystyle {V}} ist bei einer bestimmten Turbine gegeben. Also kann nur die Dichte {\displaystyle \rho } der Luft verändert werden, um den Massenstrom zu variieren. Die Luftdichte ist von der relativen Luftfeuchtigkeit, dem Luftdruck, dem Druckverlust und der Temperatur abhängig.
{\displaystyle \rho _{\,\mathrm {humid~air} }={\frac {p_{d}}{R_{d}T}}+{\frac {p_{v}}{R_{v}T}}={\frac {p_{d}M_{d}+p_{v}M_{v}}{RT}}\,}
Hierbei steht:
{\displaystyle \rho _{\,\mathrm {humid~air} }=} Dichte der feuchten Luft (kg/m³)
{\displaystyle p_{d}=} Partialdruck trockene Luft (Pa)
{\displaystyle R_{d}=} Spezifische Gaskonstante für trockene Luft, 287,058 J/(kg·K)
{\displaystyle T=} Temperatur (K)
{\displaystyle p_{v}=} Druck von Wasserdampf (Pa)
{\displaystyle R_{v}=} Spezifische Gaskonstante für Wasserdampf, 461,495 J/(kg·K)
{\displaystyle M_{d}=} Molare Masse für trockene Luft, 0,028964 (kg/mol)
{\displaystyle M_{v}=} Molare Masse für Wasserdampf, 0,018016 (kg/mol)
{\displaystyle R=} Universale Gaskonstante, 8,314 J/(K·mol)
Die Leistung einer Gasturbine, ihr Wirkungsgrad und die erzeugte Stromleistung hängen stark von den klimatischen Bedingungen ab. Teilweise sinkt die Ausgangsleistung um bis zu 40 Prozent. Um die Turbine bei ISO-Bedingungen (15 °C, 60 % relativer Luftfeuchtigkeit und Betrieb auf Meereshöhe) zu betreiben und die Leistung wiederherzustellen, wurden mehrere Einlasskühlsysteme entwickelt.

## Verbreitete Technologien

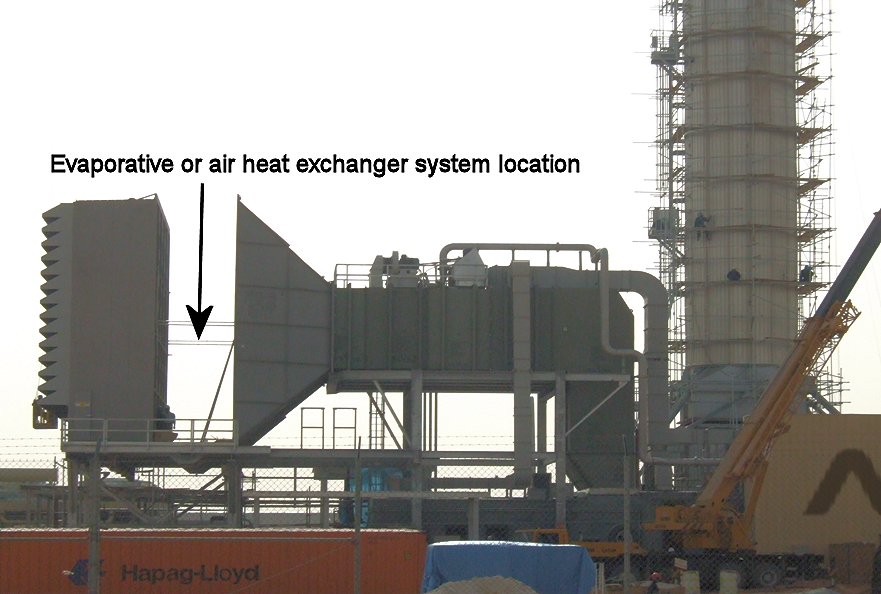
Filterhaus bereits abgerückt, um Platz für den Wärmetauscher nach der Filterstufe zu schaffen

Aktuell sind verschiedene Technologien am Markt verfügbar. Jede Technologie hat Vor- und Nachteile, wie notwendige Umgebungsbedingungen, Investitionskosten, Amortisationszeit und Leistungssteigerung.

### Fogging
Beim Fogging, zu Deutsch vernebeln, wird in die Ansaugluft der Gasturbine fein zerstäubtes Wasser (Nebel) eingespritzt. Die kleinen Wassertröpfchen verdunsten schnell. Die entstehende Verdunstungskälte kühlt die Luft, was zu einer Steigerung der Leistungsabgabe führt.
Das demineralisierte Wasser wird üblicherweise mit 2000 psi (138 bar) Druck über Nebeldüsen aus Edelstahl in den Einlassluftkanal eingespritzt. Demineralisiertes Wasser wird verwendet, um ein Verschmutzen der Kompressorschaufel zu verhindern. Normalerweise sind die Einspritzdüsen direkt hinter der Luftreinigung installiert. Je nach Konstruktion der Anlage können aber auch andere Einbauplätze gewählt werden.
Das Fogging wird seit Ende der 1980er Jahre kommerziell eingesetzt und ist die verbreitetste Nachrüsttechnologie. Allein 2015 wurden 1000 Foggingsysteme installiert. Foggingsysteme sind „simpel, leicht zu installieren und zu bedienen“. Außerdem sind sie kostengünstiger als andere Leistungssteigerungssysteme.
Das Fogging verursacht in Gegensatz zu den anderen genannten Technologien die niedrigsten Betriebskosten. Im Gegensatz zu Verdunstungskühlern hat die Technik einen wesentlich geringeren Luftwiderstand im Einlassluftstrom.
An einem heißen Nachmittag in einem Wüstenklima ist (je nach Luftfeuchte) eine Abkühlung um bis zu 22 K möglich, während in einem feuchten Klima das Abkühlungspotenzial an einem heißen Nachmittag nur 5,6 K oder weniger betragen kann. Dennoch werden in feuchten Klimazonen wie Thailand, Malaysia und in den US-Bundesstaaten am Golf von Mexiko viele Fogginganlagen mit Erfolg installiert.
Durch die Einlassvernebelung werden die Emissionen von thermischen Stickoxiden (NOx) reduziert, da der zusätzliche Wasserdampf die Verbrennungstemperatur in den Brennkammern der Gasturbine verringert.

#### Wet compression
Wet compression ist eine Steigerung des Foggingsystems. Hierbei wird mehr Wasser eingespritzt, als zur vollständigen Sättigung der Luft erforderlich ist. Die überschüssigen Nebeltröpfchen werden in den Verdichter befördert und verdunsten aufgrund der Wärme, die beim Verdichten entsteht. Diese Technik wurde erstmals 1903 in einer experimentellen Gasturbine in Norwegen eingesetzt.

### Evaporative cooling
Bei einer Verdampfungskühlung wird die Luft durch eine benässte poröse Oberfläche eingesaugt. Vorteil ist der geringere Wasserverbrauch im Gegensatz zum Fogging. Nachteil ist der zusätzliche Luftwiderstand im Ansaugkanal. Er wird auch als Evap-Cooler bezeichnet.

### Dampfkompressionskühler

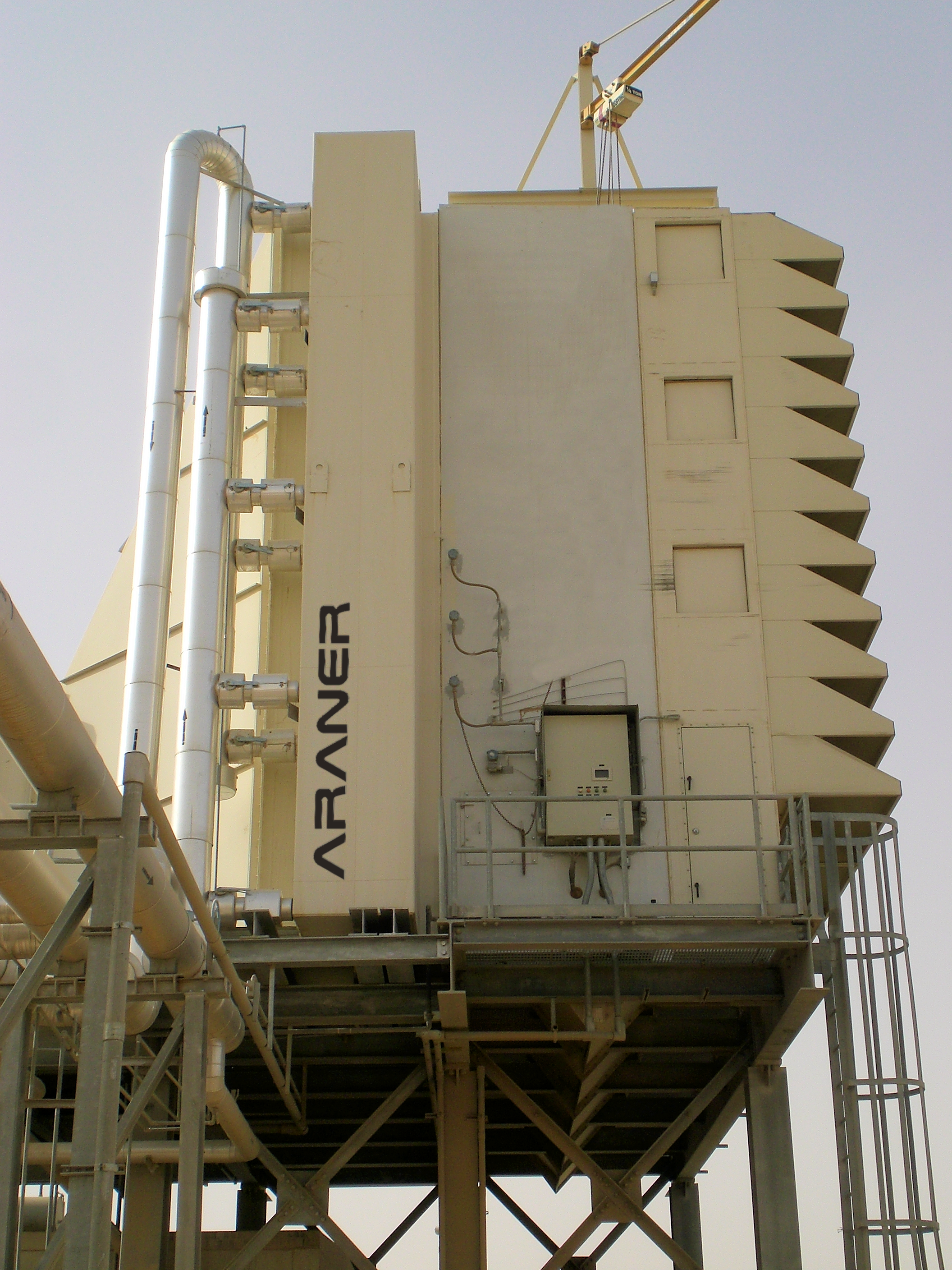
Modifikation eines Filterhauses mit einer NH_{3}-Kompressionskälteanlage für eine Turbineneinlasskühlung

Hierbei handelt es sich um eine Kompressionskältemaschine. Das Kühlmittel zirkuliert in einem Kühlschlangenwärmetauscher, der hinter dem Filter im Filterhaus eingebaut ist. Dahinter ist ein Tropfenfänger installiert, der das anfallende Kondenswasser sammelt. Hierdurch kann die Turbinenleistung besser gesteigert werden als mit Verdunstungskühlern, da unter die Kühlgrenztemperatur gekühlt werden kann. Diese Kühlung ist effektiver, macht aber einen Energieeinsatz für die Kältemaschine erforderlich. Kompressionskälteanlagen haben einen höheren Stromverbrauch als Verdunstungsanlagen. Die Investitionskosten sind ebenfalls höher, jedoch werden die Leistungssteigerung und der Wirkungsgrad der Turbine maximiert. Hierdurch können die Mehrkosten amortisiert werden.
Die meisten dieser Systeme umfassen mehr als eine Kältemaschine und die Konfiguration der Kältemaschinen kann einen großen Einfluss auf den Stromverbrauch des Systems haben. Durch eine serielle Gegenstromkonfiguration kann die erforderliche Kompressorarbeit an jedem Kühler reduziert werden.

### Dampfabsorptionskühler
Bei einem Dampfabsorptionskühler wird die Kältemaschine mit thermischer statt mechanischer Energie betrieben. Als Wärmequelle wird bei einem Gas-und-Dampf-Kombikraftwerk in der Regel Restdampf, der aus Abzapfungen der Dampfturbine entnommen wird, verwendet. In der Regel haben Absorptionskältemaschinen eine schlechtere Leistungszahl als Kompressionskältemaschinen. Da es sich aber in der Regel um Abwärme handelt, kann sie trotzdem wirtschaftlicher sein.

### Kombination mit thermischen Energiespeichern
Ein Wärmespeicher, der meist gekühltes Wasser enthält, wird außerhalb der Spitzenlastzeit mit preisgünstigerem Strom heruntergekühlt. Während der hochbezahlten Spitzenlastzeiten kann dann zusätzlich elektrische Energie zur Verfügung gestellt werden. Durch den Kältespeicher kann die Kühlanlage kleiner dimensioniert werden, was die Investitionskosten verringert.

## Vorteile
In Gebieten mit Bedarf an Kühlung fallen die täglichen Spitzenzeiten im Sommer mit den höchsten atmosphärischen Lufttemperaturen zusammen, was den Wirkungsgrad und die Leistung von Gasturbinen verringert. 
Ein weiterer Vorteil ist, dass die Kosten für ein zusätzliches MW durch eine Eingangsluftkühlung preisgünstiger sind als ein MW aus einer neuen Gasturbine. Je nach Konstellation kann es aufgrund des höheren Wirkungsgrades sein, dass eine Turbine mit Einlasskühlung weniger Brennstoff benötigt als eine Turbine ohne Kühlung. Weitere Vorteile sind die Erhöhung des Dampfmassenstroms in GuD-Anlagen, die Reduzierung der Turbinenemissionen (SOx, NOx, CO2) und der geringe Platzbedarf bei gleicher Leistung.
Um die Rentabilität einer Turbineneinlassluftkühlung zu berechnen, müssen verschiedene Aspekte wie Umgebungsbedingungen, Wasserkosten, stündliche Strombedarfswerte und Brennstoffkosten berücksichtigt werden.